# Рома (станція метро)
38°44′55″ пн. ш. 9°8′30″ зх. д. / 38.74861° пн. ш. 9.14167° зх. д.
Р́ома (порт. Roma) — станція Лісабонського метрополітену. Знаходиться у центральній частині міста Лісабона, в Португалії. Розташована на Зеленій лінії (або Каравели), між станціями «Ареейру» і «Алваладе». Станція берегового типу, мілкого закладення. Введена в експлуатацію 18 червня 1972 року в рамках пролонгації теперішньої Зеленої лінії метрополітену у північному напрямку. Розташована в першій зоні, вартість проїзду в межах якої становить 0,75 євро. Станція має виходи до залізничної станції приміських поїздів Лінії Сінтри та Лінії Азамбужі.
Назва станції у буквальному перекладі українською мовою означає «Рим» і походить від назви однойменного проспекту, під яким вона локалізована, — проспект Рима (порт. Avenida de Roma), у тій його частині, де він перетинається з проспектом Сполучених Штатів Америки (порт. Avenida dos Estados Unidos da América).

## Опис
За декорацією станція є однією з найгарніших у Лісабонському метро. Архітектор оригінального проекту — Dinis Gomes, художні роботи виконала — Maria Keil (першопочатковий вигляд станції). У 2006 році станція зазнала реконструкції — в рамках архітектурного проекту Ana Nascimento було подовжено платформи станції, які змогли приймати по 6 вагонів у кожному напрямку, а також побудовано додатковий вестибюль. Авторами художніх робіт під час реконструкції стали Lourdes de Castro, René Bértholo. Станція має два вестибюлі підземного типу (у південній та північній частинах), що мають шість виходів на поверхню. Як і інші сучасні станції міста, має ліфти для людей з фізичним обмеженням. На станції заставлено тактильне покриття. 

## Режим роботи[5]
Відправлення першого поїзду відбувається з кінцевих станцій лінії:
- ст. «Кайш-ду-Содре» — 06:30
- ст. «Тельєйраш» — 06:30

Відправлення останнього поїзду відбувається з кінцевих станцій лінії:
- ст. «Кайш-ду-Содре» — 01:00
- ст. «Тельєйраш» — 01:00

## Галерея зображень

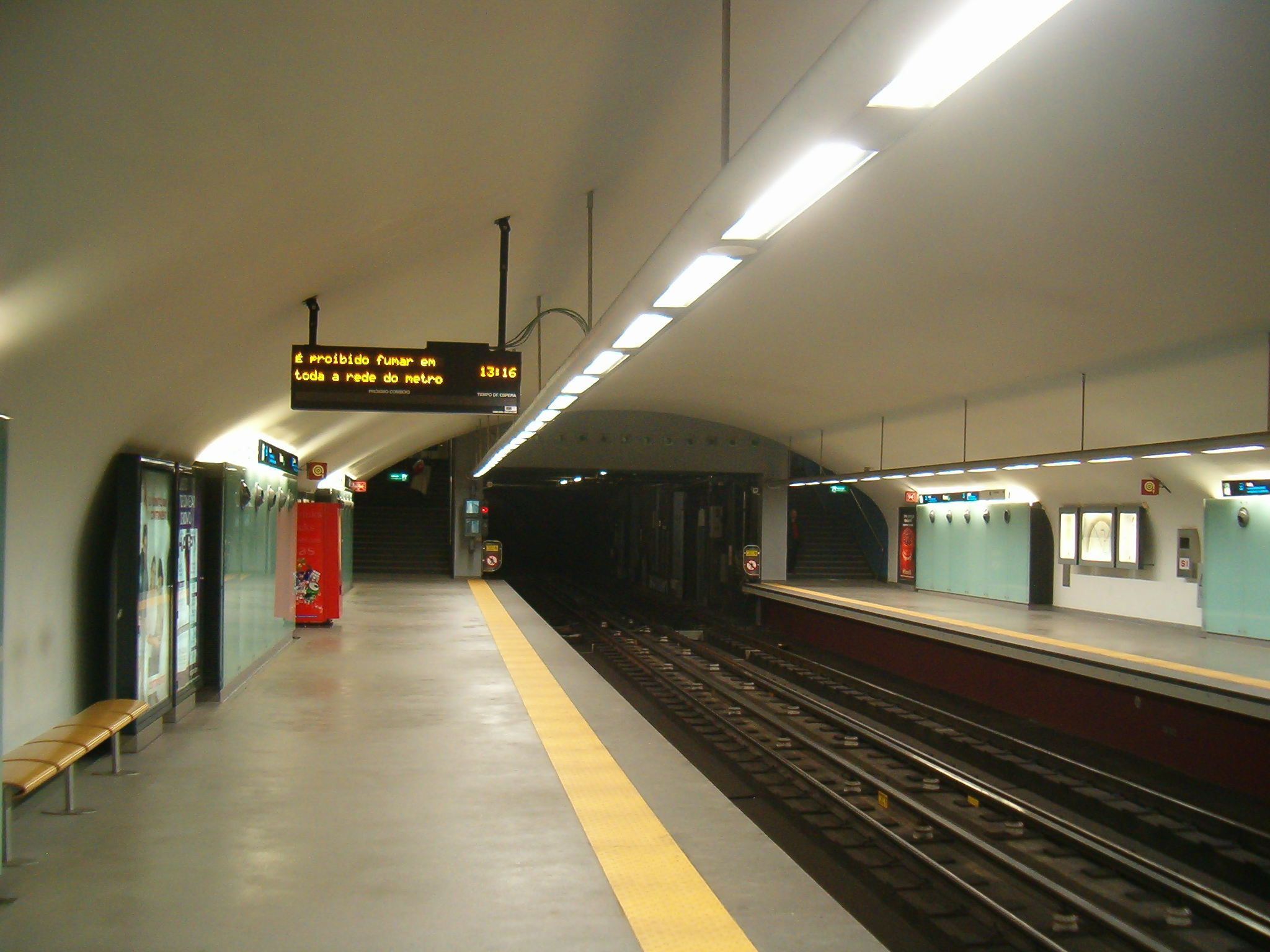
Виходи з посадкових платформ до північного вестибюля станції
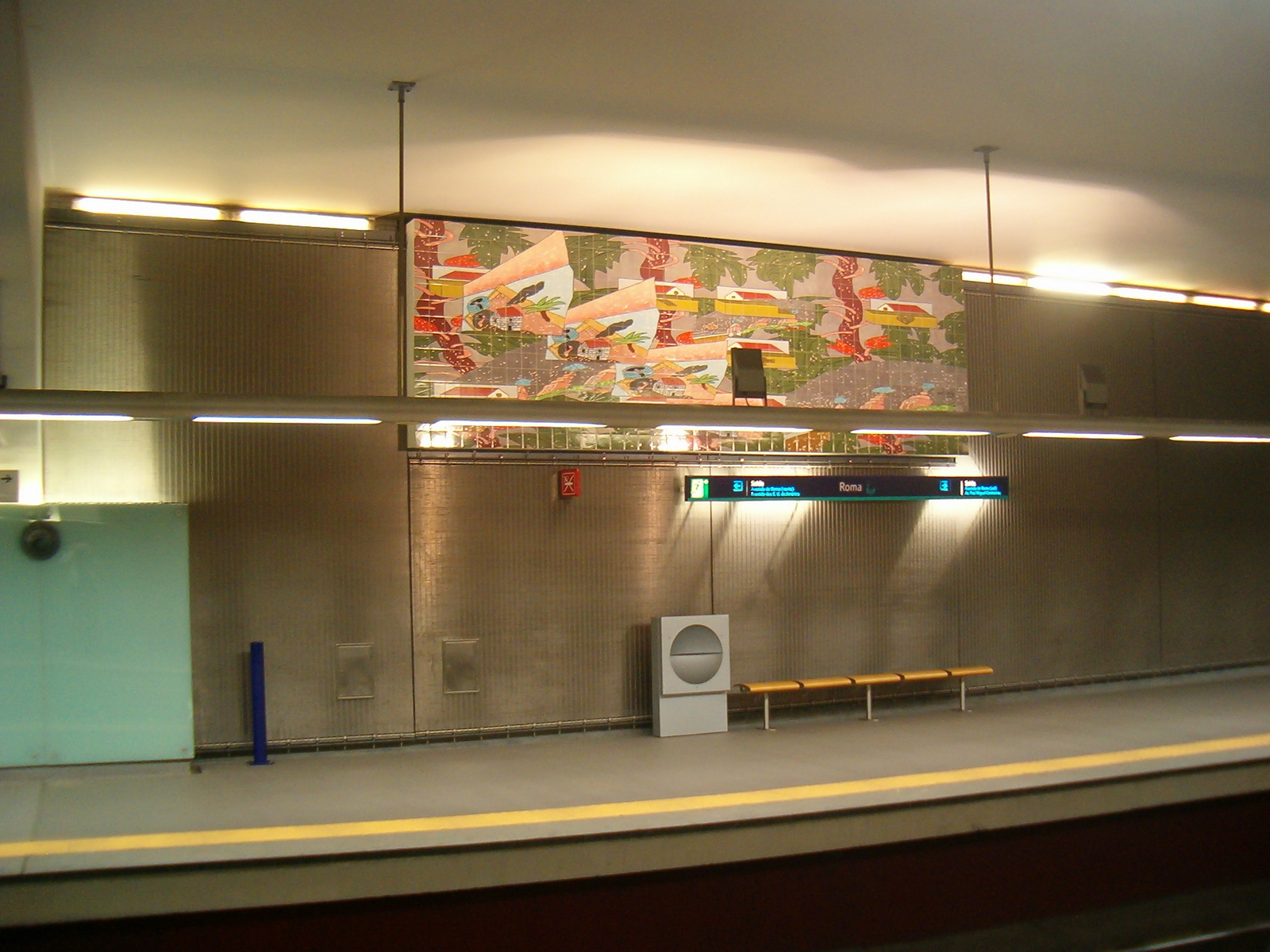
Декорація стін посадкової платформи
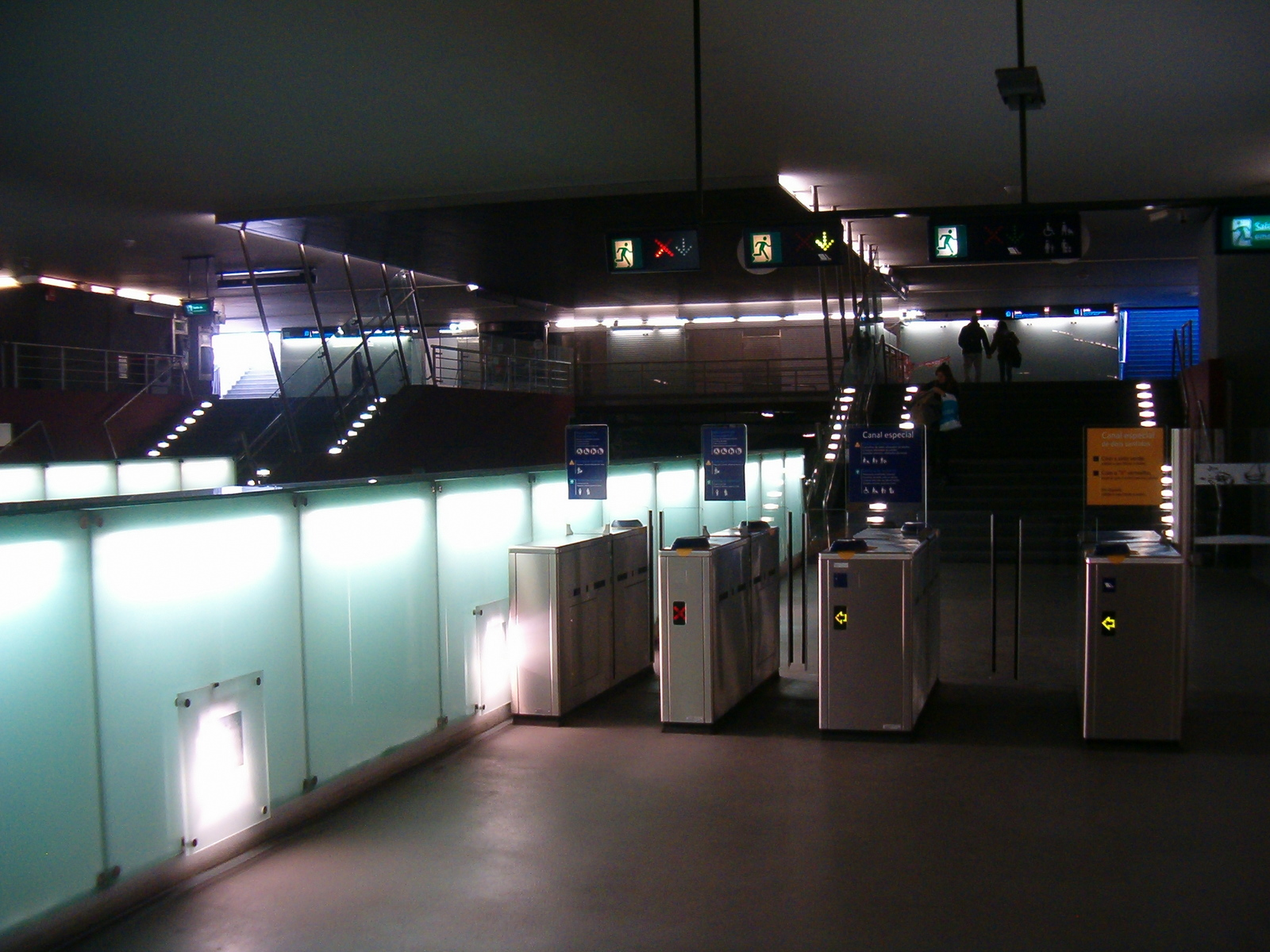
Пропускні турнікети у південному вестибюлі станції
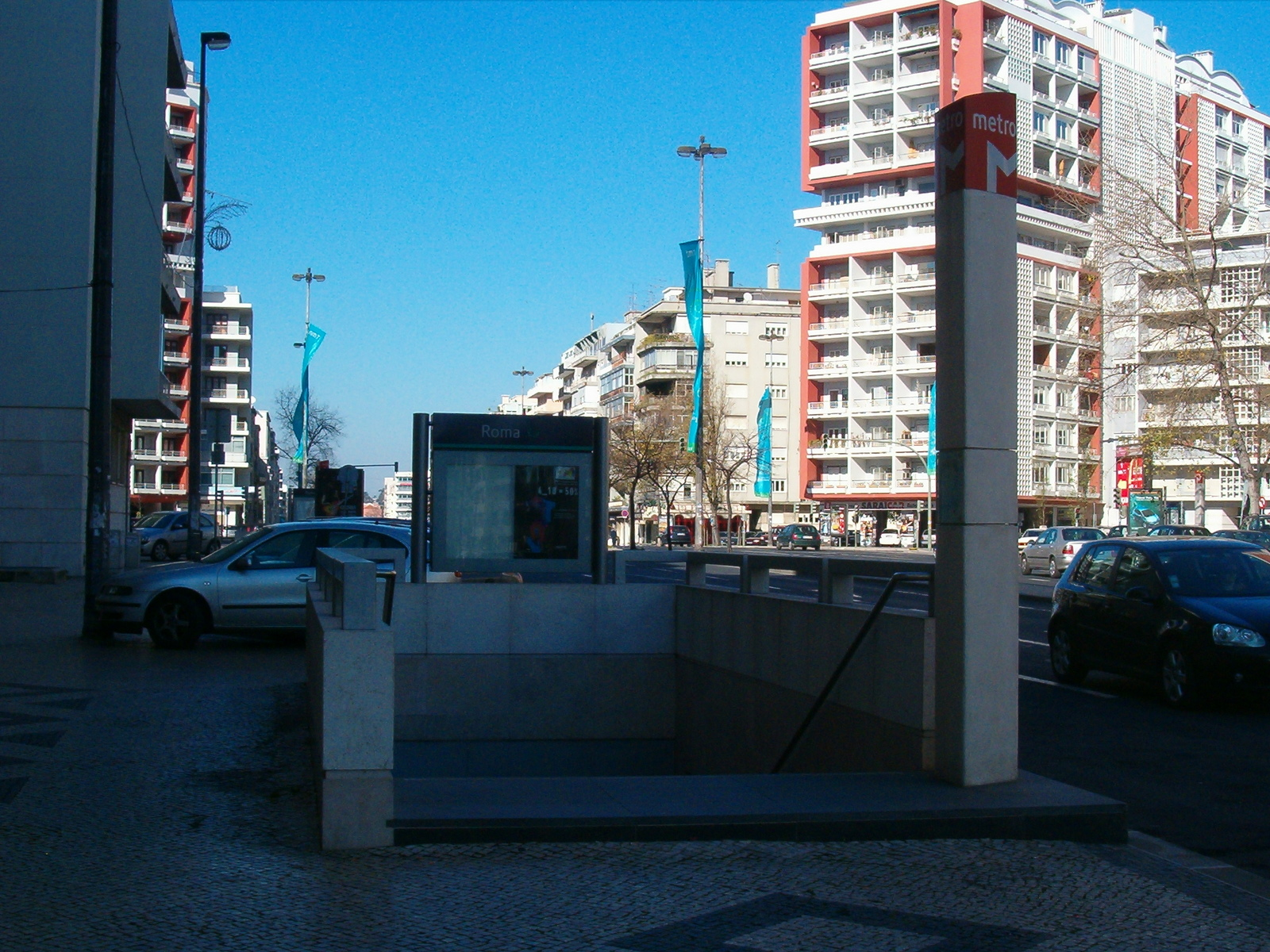
Вхід до станції з вулиці